# Hessenpokal (Fußball) 2017/18

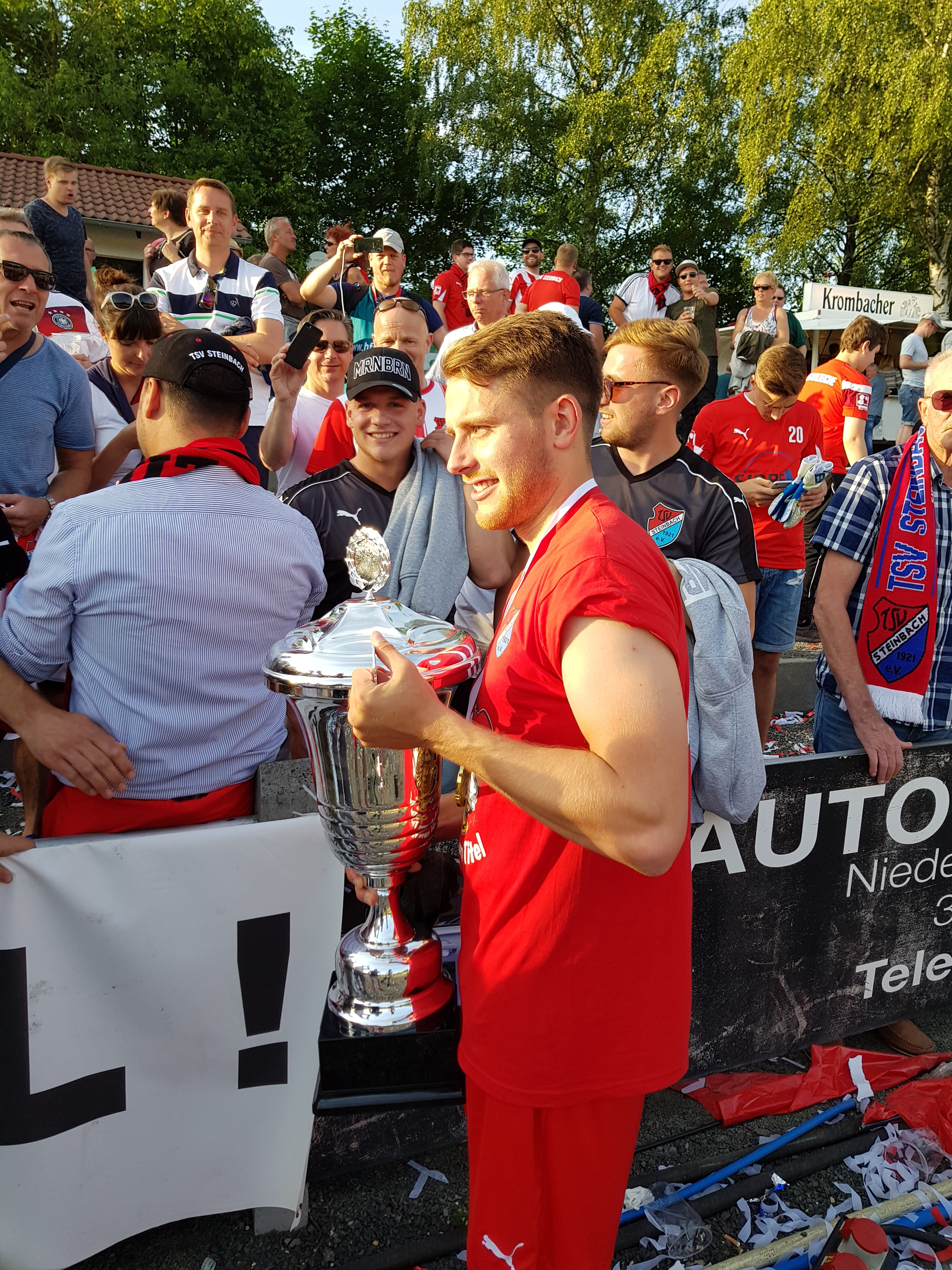
TSV Steinbach: Hessenpokalsieger 2018

Der Hessenpokal 2017/18 war die 73. Austragung des Fußballpokalwettbewerbs der Männer. Das Endspiel im Hessenpokal fand wie die meisten anderen Landespokalendspiele am 21. Mai 2018 statt, um eine Liveübertragung aller Endspiele als Konferenzschaltung in der ARD zu ermöglichen.
Der Pokalsieger erhielt das Startrecht zum DFB-Pokal 2018/19. Wäre der Pokalsieger bereits über einen der ersten vier Plätze der 3. Liga für den DFB-Pokal qualifiziert gewesen, hätte sich der Verlierer des Finalspiels für den DFB-Pokal qualifiziert.
Es durften keine zwei Mannschaften eines Vereins oder einer Kapitalgesellschaft an den Spielen um den DFB-Vereinspokal teilnehmen.
Sieger wurde der TSV Steinbach, der sich erstmals in seiner Vereinsgeschichte Hessenpokal-Sieger nennen durfte. Der TSV schlug am 21. Mai 2018 den KSV Hessen Kassel mit 2:0. Die Tore schossen Sascha Marquet und Fatih Candan. Austragungsort war das Herrenwaldstadion in Stadtallendorf.

## Teilnehmende Mannschaften
Für das Achtelfinale waren der SV Wehen Wiesbaden (3. Liga), der FSV Frankfurt (Absteiger in die Regionalliga), die Kickers Offenbach (Regionalliga Südwest), de KSV Hessen Kassel (Regionalliga Südwest), der TSV Steinbach (Regionalliga Südwest), Teutonia Watzenborn-Steinberg (Absteiger in die Hessenliga), Rot-Weiss Frankfurt (1. Platz Hessenliga 16/17) sowie als Sieger der Fairplay-Wertung der Verbandsspielklassen der TSV/FC Korbach (Gruppenliga) bereits qualifiziert.
Für die erste Runde waren folgende 32 Mannschaften sportlich qualifiziert:
| Kreis                | Sieger                   | Liga                 |
| -------------------- | ------------------------ | -------------------- |
| Alsfeld              | FSG Ohmes/Ruhlkirchen    | Kreisliga A          |
| Biedenkopf           | FV 09 Breidenbach        | Verbandsliga Mitte   |
| Dillenburg           | SSV Langenaubach         | Verbandsliga Mitte   |
| Frankenberg          | FC Ederbergland          | Verbandsliga Mitte   |
| Fulda                | TSV Lehnerz              | Hessenliga           |
| Gießen               | FSV Fernwald             | Verbandsliga Mitte   |
| Hersfeld-Rotenburg   | SG Ober-/Untergeis       | Kreisoberliga        |
| Hofgeismar-Wolfhagen | SSV Sand                 | Verbandsliga Nord    |
| Kassel               | FSC Lohfelden            | Hessenliga           |
| Lauterbach-Hünfeld   | SV Steinbach             | Hessenliga           |
| Marburg              | Eintracht Stadtallendorf | Regionalliga Südwest |
| Schlüchtern          | SG Bad Soden             | Verbandsliga Nord    |
| Schwalm-Eder         | TSV Mengsberg            | Verbandsliga Nord    |
| Waldeck              | SC Willingen             | Verbandsliga Nord    |
| Werra-Meißner        | SV Adler Weidenhausen    | Verbandsliga Nord    |
| Wetzlar              | SC Waldgirmes            | Hessenliga           |

| Kreis            | Sieger                    | Liga               |
| ---------------- | ------------------------- | ------------------ |
| Bergstraße       | SV Unter-Flockenbach      | Gruppenliga        |
| Büdingen         | SC Viktoria Nidda         | Verbandsliga Süd   |
| Darmstadt        | Rot-Weiß Darmstadt        | Verbandsliga Süd   |
| Dieburg          | FC Viktoria 09 Urberach   | Verbandsliga Süd   |
| Frankfurt        | FC Kalbach                | Gruppenliga        |
| Friedberg        | FV Bad Vilbel             | Verbandsliga Süd   |
| Gelnhausen       | FC Bayern Alzenau         | Hessenliga         |
| Groß-Gerau       | SV 07 Geinsheim           | Gruppenliga        |
| Hanau            | Türk Gücü Hanau           | Gruppenliga        |
| Hochtaunus       | 1. FC-TSG Königstein      | Kreisoberliga      |
| Limburg-Weilburg | SV Rot-Weiß Hadamar       | Hessenliga         |
| Main-Taunus      | FC Eddersheim             | Verbandsliga Mitte |
| Odenwald         | KSG Rai-Breitenbach       | Kreisoberliga      |
| Offenbach        | Sportfreunde Seligenstadt | Gruppenliga        |
| Rheingau-Taunus  | TUS 03 Beuerbach          | Kreisoberliga      |
| Wiesbaden        | SV 1913 Niedernhausen     | Gruppenliga        |

## Termine
Die Spielrunden wurden an folgenden Terminen ausgetragen:
- 1. Runde: 28. Juli – 16. August 2017
- 2. Runde: 23.–30. August 2017
- Achtelfinale: 20. September – 18. Oktober 2017
- Viertelfinale: 17. Oktober – 15. November 2017
- Halbfinale: März 2018
- Finale: 21. Mai 2018

## 1. Runde
| Datum                   |                         | Ergebnis                         |                           |
| ----------------------- | ----------------------- | -------------------------------- | ------------------------- |
| 29.07.2017, 15:30 Uhr   | FSV Fernwald            | 2:2 n. V. (1:1, 1:1) (9:8 i. E.) | SSV Langenaubach 1920     |
| 30.07.2017, 15:00 Uhr   | SG Ober-/Untergeis      | 2:7 (1:3)                        | SV Adler Weidenhausen     |
| 30.07.2017, 16:00 Uhr   | FSG Ohmes/Ruhlkirchen   | 2:4 (1:2)                        | SV Steinbach              |
| 01.08.2017, 18:30 Uhr   | TSV Mengsberg           | 2:6 (0:5)                        | Eintracht Stadtallendorf  |
| 01.08.2017, 19:00 Uhr   | SSV Sand                | 0:2 (0:1)                        | FSC Lohfelden             |
| 01.08.2017, 19:30 Uhr   | SC Willingen            | 2:1 n. V. (1:1, 0:0)             | FC Ederbergland           |
| 01.08.2017, 19:30 Uhr   | FV 09 Breidenbach       | 1:2 n. V. (1:1, 0:0)             | SC Waldgirmes             |
| 02.08.2017, 19:00 Uhr   | SG Bad Soden            | 1:3 (1:1)                        | TSV Lehnerz               |
| 28.07.2017, 19:30 Uhr   | FV Bad Vilbel           | 0:1 (0:1)                        | SC Viktoria Nidda         |
| 29.07.2017, 15:30 Uhr   | TUS 03 Beuerbach        | 1:3 (1:2)                        | SV 1913 Niedernhausen     |
| 29.07.2017, 17:00 Uhr   | SV Unter-Flockenbach    | 2:2 n. V. (2:2, 2:1) (5:6 i. E.) | SV 07 Geinsheim           |
| 30.07.2017, 17:00 Uhr   | Rot-Weiß Darmstadt      | 1:2 (1:0)                        | FC Eddersheim             |
| 01.08.2017, 19:00 Uhr   | FC Viktoria 09 Urberach | 0:7 (0:2)                        | FC Bayern Alzenau         |
| 02.08.2017, 19:30 Uhr   | 1. FC-TSG Königstein    | 1:5 (0:3)                        | SV Rot-Weiß Hadamar       |
| 09.08.2017, 19:00 Uhr 1 | Türk Gücü Hanau         | 3:1 (1:0)                        | FC Kalbach                |
| 16.08.2017, 19:30 Uhr 2 | KSG Rai-Breitenbach     | 0:4 (0:1)                        | Sportfreunde Seligenstadt |

## 2. Runde
| Datum                 |                           | Ergebnis                         |                          |
| --------------------- | ------------------------- | -------------------------------- | ------------------------ |
| 29.08.2017, 19:00 Uhr | TSV Lehnerz               | 4:3 (3:2)                        | SV Steinbach             |
| 29.08.2017, 19:30 Uhr | SC Willingen              | 2:0 (0:0)                        | SC Waldgirmes            |
| 30.08.2017, 18:00 Uhr | FSV Fernwald              | 1:2 (1:1)                        | Eintracht Stadtallendorf |
| 30.08.2017, 19:30 Uhr | SV Adler Weidenhausen     | 3:2 (2:1)                        | FSC Lohfelden            |
| 23.08.2017, 19:30 Uhr | SV 07 Geinsheim           | 2:3 (0:0)                        | FC Eddersheim            |
| 30.08.2017, 18:45 Uhr | Sportfreunde Seligenstadt | 0:3 (0:1)                        | FC Bayern Alzenau        |
| 30.08.2017, 19:30 Uhr | SV 1913 Niedernhausen     | 1:5 (0:2)                        | SV Rot-Weiß Hadamar      |
| 30.08.2017, 19:30 Uhr | Türk Gücü Hanau           | 3:3 n. V. (3:3, 0:1) (8:7 i. E.) | SC Viktoria Nidda        |

## Achtelfinale
| Datum                 |                          | Ergebnis                         |                               |
| --------------------- | ------------------------ | -------------------------------- | ----------------------------- |
| 20.09.2017, 19:00 Uhr | TSV Lehnerz              | 0:5 (0:3)                        | Kickers Offenbach             |
| 26.09.2017, 19:00 Uhr | FC Bayern Alzenau        | 0:1 (0:0)                        | SV Wehen Wiesbaden            |
| 26.09.2017, 19:30 Uhr | SC Willingen             | 1:1 n. V. (1:1, 1:0) (5:4 i. E.) | Teutonia Watzenborn-Steinberg |
| 26.09.2017, 19:30 Uhr | Türk Gücü Hanau          | 0:4 (0:2)                        | TSV Steinbach                 |
| 10.10.2017, 19:00 Uhr | SV Rot-Weiß Hadamar      | 1:2 (1:2)                        | FSV Frankfurt                 |
| 10.10.2017, 19:30 Uhr | TSV/FC Korbach           | 1:5 (0:0)                        | FC Eddersheim                 |
| 17.10.2017, 20:00 Uhr | SV Adler Weidenhausen    | 3:5 n. V. (3:3, 1:1)             | SC Hessen Dreieich            |
| 18.10.2017, 18:30 Uhr | Eintracht Stadtallendorf | 2:2 n. V. (2:2, 1:2) (7:8 i. E.) | KSV Hessen Kassel             |

## Viertelfinale
| Datum                 |               | Ergebnis  |                    |
| --------------------- | ------------- | --------- | ------------------ |
| 17.10.2017, 19:00 Uhr | TSV Steinbach | 2:1 (0:0) | Kickers Offenbach  |
| 08.11.2017, 19:00 Uhr | FSV Frankfurt | 0:3 (0:2) | SV Wehen Wiesbaden |
| 15.11.2017, 19:00 Uhr | SC Willingen  | 1:4 (0:2) | KSV Hessen Kassel  |
| 15.11.2017, 19:30 Uhr | FC Eddersheim | 4:3 (3:1) | SC Hessen Dreieich |

## Halbfinale
| Datum                 |               | Ergebnis  |                    |
| --------------------- | ------------- | --------- | ------------------ |
| 21.03.2018, 19:00 Uhr | FC Eddersheim | 1:2 (0:0) | KSV Hessen Kassel  |
| 03.04.2018, 19:00 Uhr | TSV Steinbach | 2:0 (2:0) | SV Wehen Wiesbaden |

## Finale
| Paarung   | TSV Steinbach – KSV Hessen Kassel    |
| Ergebnis  | 2:0                                  |
| Datum     | 21. Mai 2018 um 17:00 Uhr            |
| Stadion   | Herrenwaldstadion, Stadtallendorf    |
| Zuschauer | 3.300                                |
| Tore      | 1:0 Sascha Marquet, 2:0 Fatih Candan |